# 近日息子
『近日息子』（きんじつむすこ）は古典落語の演目。上方落語・江戸落語の両方で演じられる。江戸落語では、3代目桂三木助が上方の3代目桂春団治から伝えられ、持ちネタとした。
少し頭のよくない息子が「近日」の意味を飲み込めずに失敗し、それを注意された後に、別のしでかしをするという内容。
原話として、宇井無愁は安永2年（1773年）の『仕方噺口拍子』収録の「手まわし」、前田勇と東大落語会は安永3年（1774年）の『茶のこもち』収録の「忌中」とする（いずれも内容は、父親が急病になったとき「忌中」と書いて周囲が驚くと上に「近日」と加筆する、あるいは書いてあるというもの）。

## あらすじ
※以下は上方落語版に基づいた内容である。
父親が息子・作次郎（東京では与太郎）を叱っている。ある晩、息子が「中座で新しい芝居がかかる」と教えてくれたので、父親が次の日弁当を持って見に行ったら閉まっていたためだ。息子は看板にあった「近日より」の文字を見て、「一番近い日」＝「看板を見た次の日」だと思った、という。父親は「違うがな。近日とは『そのうちにやります』という客の気を引くための文句やがな」と指摘し、さんざん他の例もあげて息子のアホぶりを嘆く。父親は「『近日』を出す商売人さんを見習（みなろ）うて、もうちょっと先繰り機転を利かせんかい。常に先を読め」と小言を述べるが、息子には一向に小言が効いた様子がない。あきれた父親は「頭が痛（いと）なった（または、腹の調子が悪い）」と言って横になる。
息子はすぐに医者を呼びに走る。医者は父親の脈を取るが、もともと医者を呼ぶほどの重症ではないので、もちろん別段の異常はない。しかし、医者が少し首をかしげるのを見た息子は、再び外に飛び出し、今度は棺桶を買ってきた。父親は困惑するが、息子は「お父っつぁんが『先繰り機転を利かせ』言いまっさかい」と言って聞かない。
医者や、棺桶をかつぐ息子を見た近所の長屋では、「あのアホンとこのおやっさん、死なはったんかいな」と大騒ぎになる。長屋の人たちが「ゆうべ（昨晩）、風呂屋で会うたんでっせ。それが今日死にますか?」「私思いますに、こらイチコロやと」「そら、あんたトンコロ（コレラ）でっしゃろ」とやりとりしているうちに、話が言葉の言い間違いのことに脱線して喧嘩になる。ようやく弔問に行くことになるが、行ってみれば父親は全然死んでおらず、座ってタバコを吸っている。悔やみの挨拶を言おうと構えていた長屋の人たちは狼狽し、親子の家を出たり入ったりする。
父親がとうとう「ええ加減にしなはれ。せがれ（息子）はともかく、あんさん方までわしをからかうのですかいな」と怒り出すと、長屋のひとりは言う。「おやっさん、表出て見なはれ。もうちゃんと鯨幕（くじらまく）張って、忌み札（忌中札）も付けたあって葬式の用意ができてますがな」
驚いた父親は息子を責めるが、息子は「あはは、近所のみなさんもアホだすなあ」と平気でいる。
「何でやねん」「よう見てみなはれ。忌み札に『近日より』と書いてあります」

## バリエーション
前田勇は、東京（江戸落語）では「近日」を「下に添え書きするとなす」と書いている。江戸落語を基本とする東大落語会編『落語事典 増補』は「忌中のそばに近日と書いてあらあ」としている。